# Dicranolasma cristatum
Dicranolasma cristatum is een hooiwagen uit de familie Dicranolasmatidae.